# Conus stigmaticus
Conus stigmaticus é uma espécie de gastrópode do gênero Conus, pertencente a família Conidae.